# ハンガー
ハンガー（hanger）とは広く吊り下げ型の整理具をいう。衣類用ハンガーを指すことが多いが、プランターハンガーのように衣類用でないものもある。
なお、衣類用ハンガーは「衣紋掛け」とも呼ばれるが、「ハンガー」という場合には広い意味では衣類に限らず吊り下げる形で保管するための器具をすべて含み、コートを引っ掛けるためのフック付のポールでできているコートハンガー（ポールハンガー、コートツリー）や三角形のハンガー（洋服掛け）を多数掛けられるようにしたパイプハンガー（ハンガーラック）やラウンドハンガーなどを指すこともある。また、ベルトハンガー、ネクタイハンガー、ズボンハンガー、ソックスハンガー、傘ハンガー、ハットハンガー、バッグハンガー、タオルハンガーといったものもあるが、いずれも衣紋掛けとは呼ばれない。

## 衣類用ハンガー
本体の上部がバーなどに掛ける構造になっており衣類を掛けるまたは挟持する方法で整理するための道具。

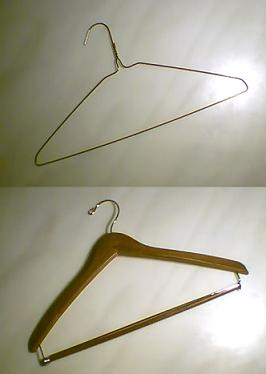
針金製（上）と木製（下）のハンガー

ハンガー（洋服掛け）は主に上着などの洋服を一着ずつ吊り下げて保管するのに用いるものをいう。フックが付いており、それを棒などに引っ掛けてつるす。最も一般的な形状は、肩幅程度のゆるくくの字に曲がった棒、ないしはゆるい曲線を描く三角形で、同時にズボンをつるすことができるものも多い。
保管だけでなく、洗濯した衣類を乾かすため物干しざおにつるすのにも用いられる。
木製、プラスチック製、金属製などがある。クリーニング店などで用いられるものは、針金の周りにプラスチックの被覆を施してフック付の扁平な二等辺三角形に整形したものである。これは一時的な使用を意図したもので、長期間このような細い洋服掛けにつるしておくと型崩れの原因となり好ましくない。廃棄されたこの手の洋服掛けをカラスなどが巣材として使うこともある。
衣料品店などでは洋服のサイズ（L、M、S等）を表示するためハンガーのフック部分に取り付けるリング状のサイズチップも用いられる。

### 種類
- 単純掛け型[1] - 「へ」の字型のもの
- 横桟付きえもん掛け型 - 腕木の先端が横桟でつながっているもの[1]。三角形の形状
- つりＬ字型[1] - 「L」字型のもの
- 和服ハンガー型 - 和服専用で長い腕木を持ち水平もしくは傾斜がほとんどないもの[1]（なお、衣紋掛けも参照）
- 挟持型 - 衣類支持方法がクリップ等の挟持体のみのもの[1]
- 張力保持型 - 衣類支持部が外側に広がろうとする構造でその張力を利用するもの[1]
- 台紙型 - 全体が平板な形状のもの[1]

### ギャラリー

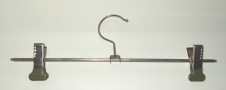
ズボン用のハンガー
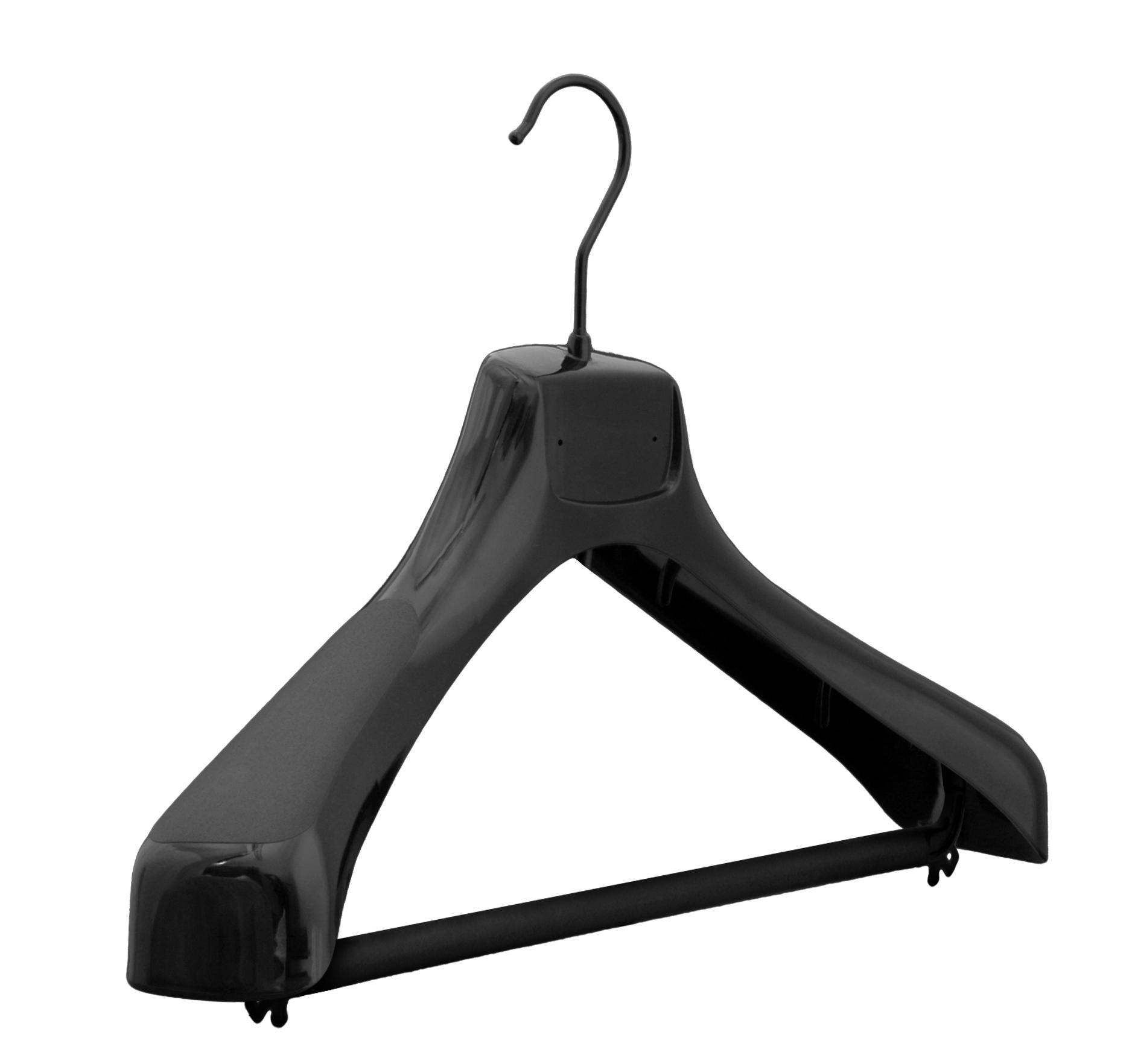
コート・ジャケット用のハンガー
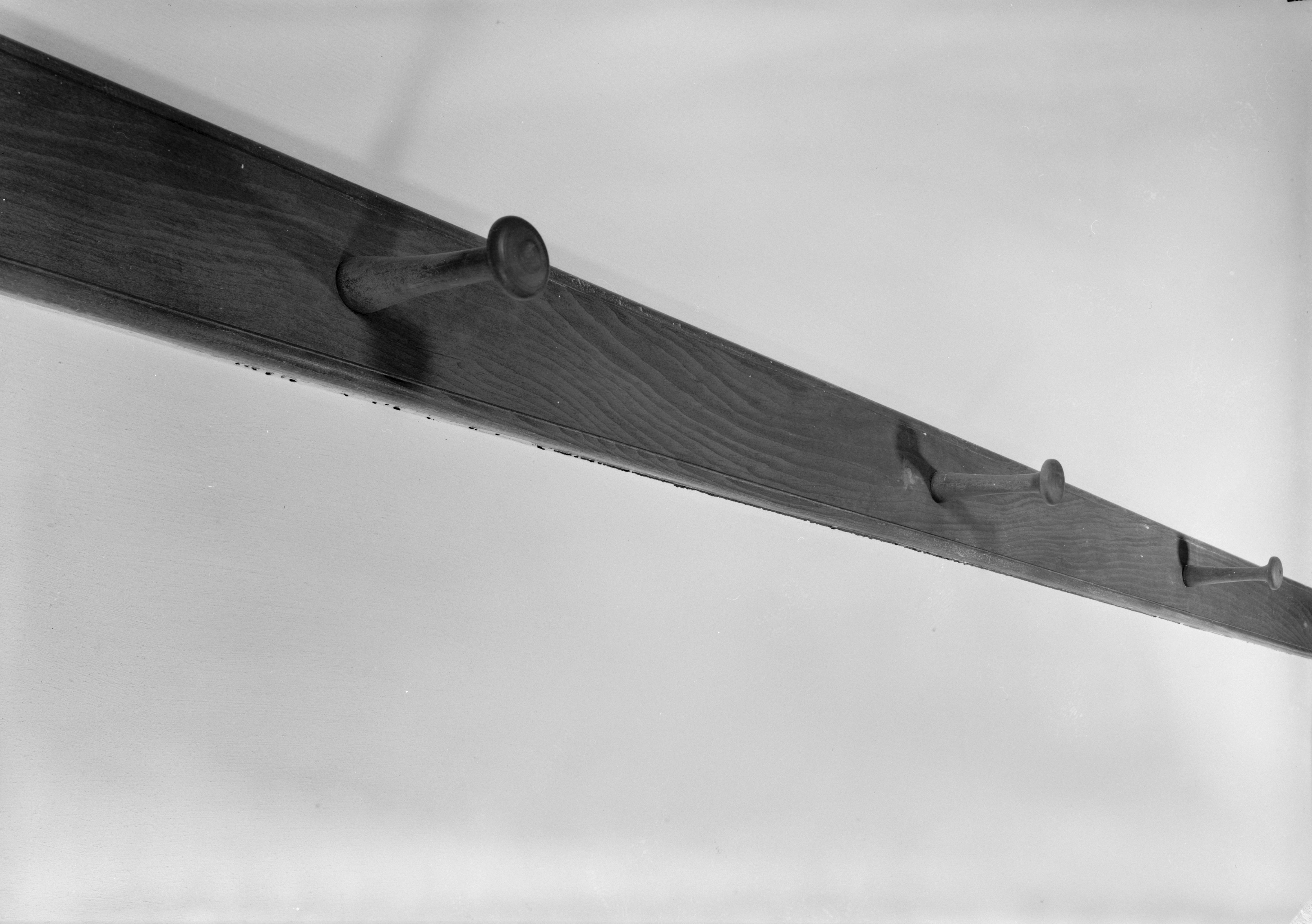
帽子用のハンガー（壁掛け用）
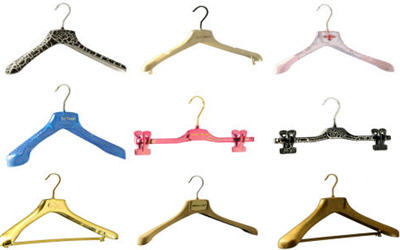
様々なハンガー
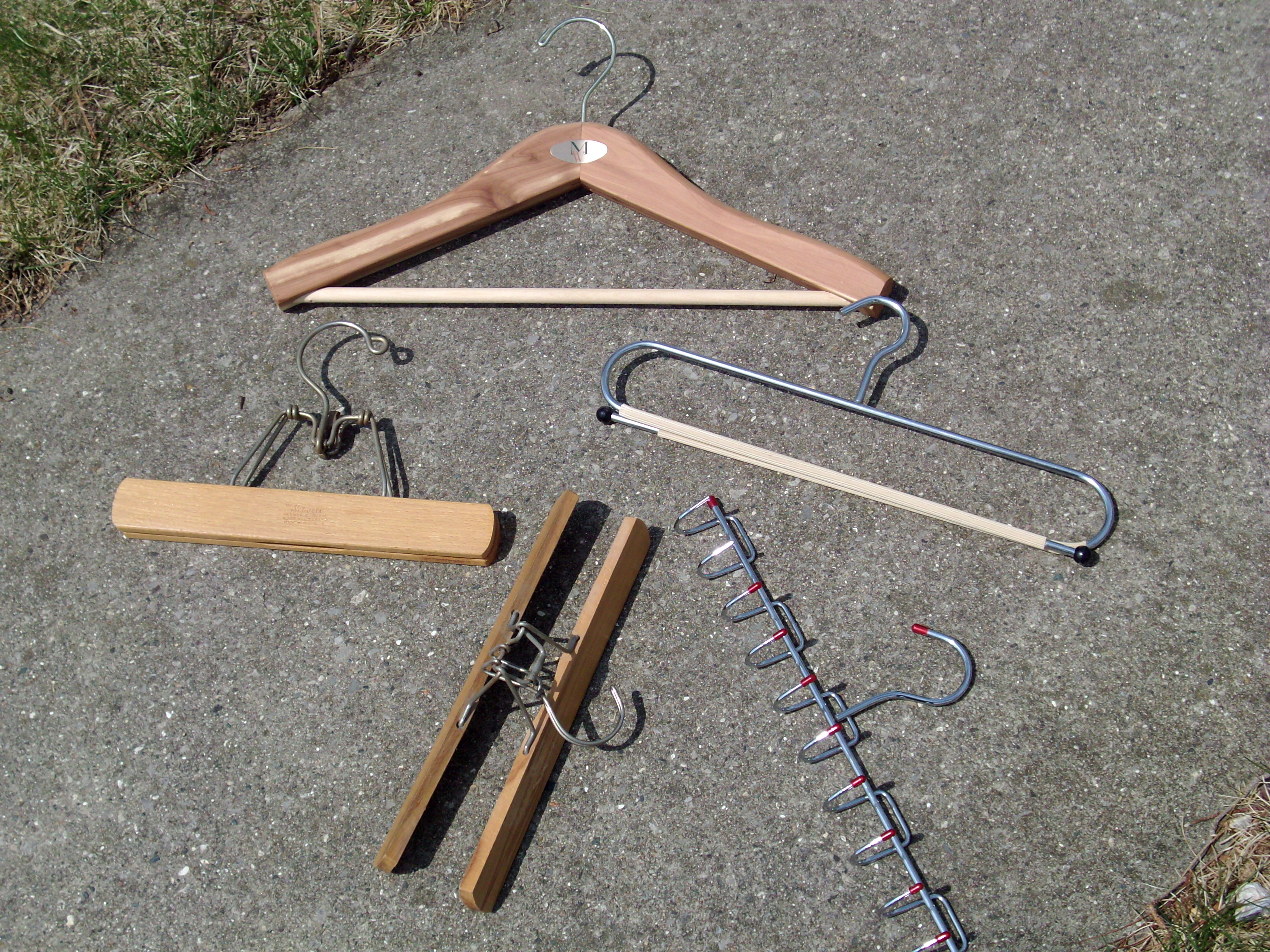
様々なハンガー
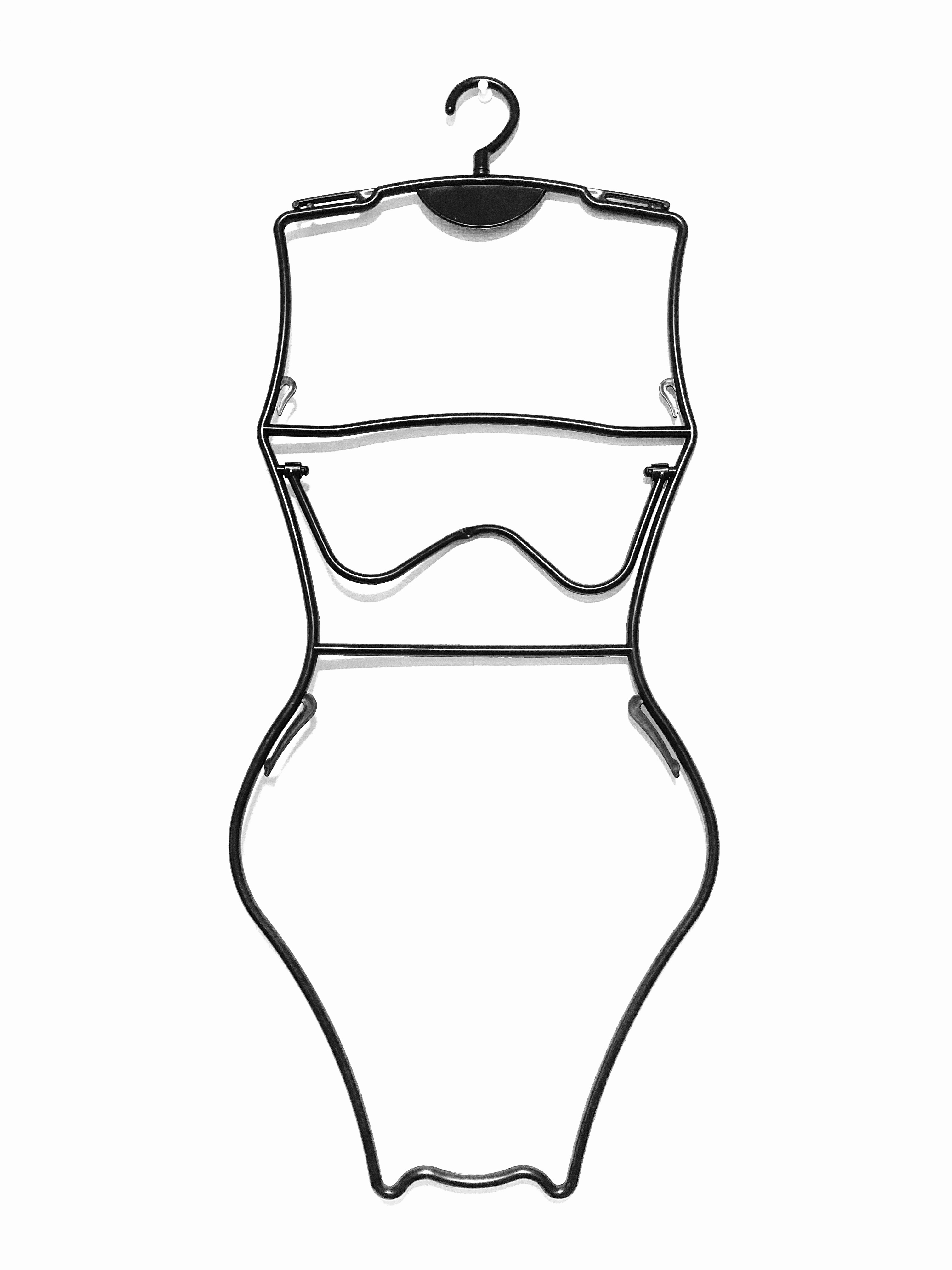
レディース水着用ハンガー

## 衣類用以外のハンガー
- バッグハンガー[1]
- シューズハンガー[1]
- ジュエリーハンガー
- バードハンガー
- ミラーハンガー
- アンブレラハンガー
- ステッキハンガー
- プランターハンガー[3]